# Discovery Civilisation
2008. április 18-án a korábbi Discovery Civilisation helyét a Discovery World vette át. A Discovery World fő kínálatában bűnügyi, történelmi, hagyományos mérnöki tudományokkal foglalkozó sorozatok valamint a klasszikus autó-motoros műsorok szerepelnek. A Discovery World egy a nap 24 órájában, magyar nyelven is sugárzó ismeretterjesztő televíziócsatorna, melynek fő profilja a történelemmel foglalkozó műsorok.
A csatornán életrajzi, hadtörténeti és történelmi eseményeket, helyzeteket bemutató és elemző filmek láthatók.

## A Discovery World sorozatai
- Korcs nemzet (Mongrel Nation)
- Beszámíthatatlan államférfiak (Altered Statesmen)
- Harctéri nyomozók (Battlefild Detectives)
- Riválisok (Rivals)
- X-Misszió (Mission X)
- Múzeumok titkai (Museum Mysteries)
- Az öbölháború - Egy katona története (Gulf War: A Soldier's Tale)
- Blitzkrieg: Hitler villámháborúja (Blitzkrieg)
- Az ókori világ elveszett kincsei (Secrets of the Ancient Empires)
- Nagy csaták (Great Battles)
- Élet a Fal mögött(Life Behind the Wall)
- Őseink tudománya (What the Ancients Knew)
- Háborús történetek (War Stories)
- A múlt feltámasztása (Rebuilding the Past)
- Ázsiai rejtélyek (Mysteries of Asia)
- A CIA titkos ügyeiből (CIA Secrets)
- Ostrom alatt (Under Siege!)
- Akik valóban legyőzhetetlenek (The Real Untouchables)
- Harci fegyverek (Weapons of Combat)
- Időutazások (Time Travellers)
- Nagy találmányok (Mission X II.)
- Megoldatlan ügyek (Unsolved History)
- Csatamező (Battlefield)
- Terry Jones: A barbárok (Terry Jones' Barbarians)